# Суперпарамагнетизм
Суперпарамагнетизм — вид магнетизму, властивий мікроскопічним і наноскопічним частинками феромагнітних матеріалів, при якому магнітний момент однодоменної частинки спонтанно й випадково, внаслідок теплових флуктуацій, змінює свою орієнтацію. Середній час між перемагнічуваннями називається часом релаксації Нееля. За відсутності зовнішнього магнітного поля суперпарамагнетики мають у середньому нульовий магнітний момент, тобто поводяться як парамагнетики, хоча з великою магнітною сприйнятливістю.  
Суперпарамагнетизм створює перешкоду для зменшення розміру феромагнітних частинок, які можуть використовуватися в магнітних носіях інфомації, оскільки малі частинки не зберігають намагніченість.